# Caipirinha

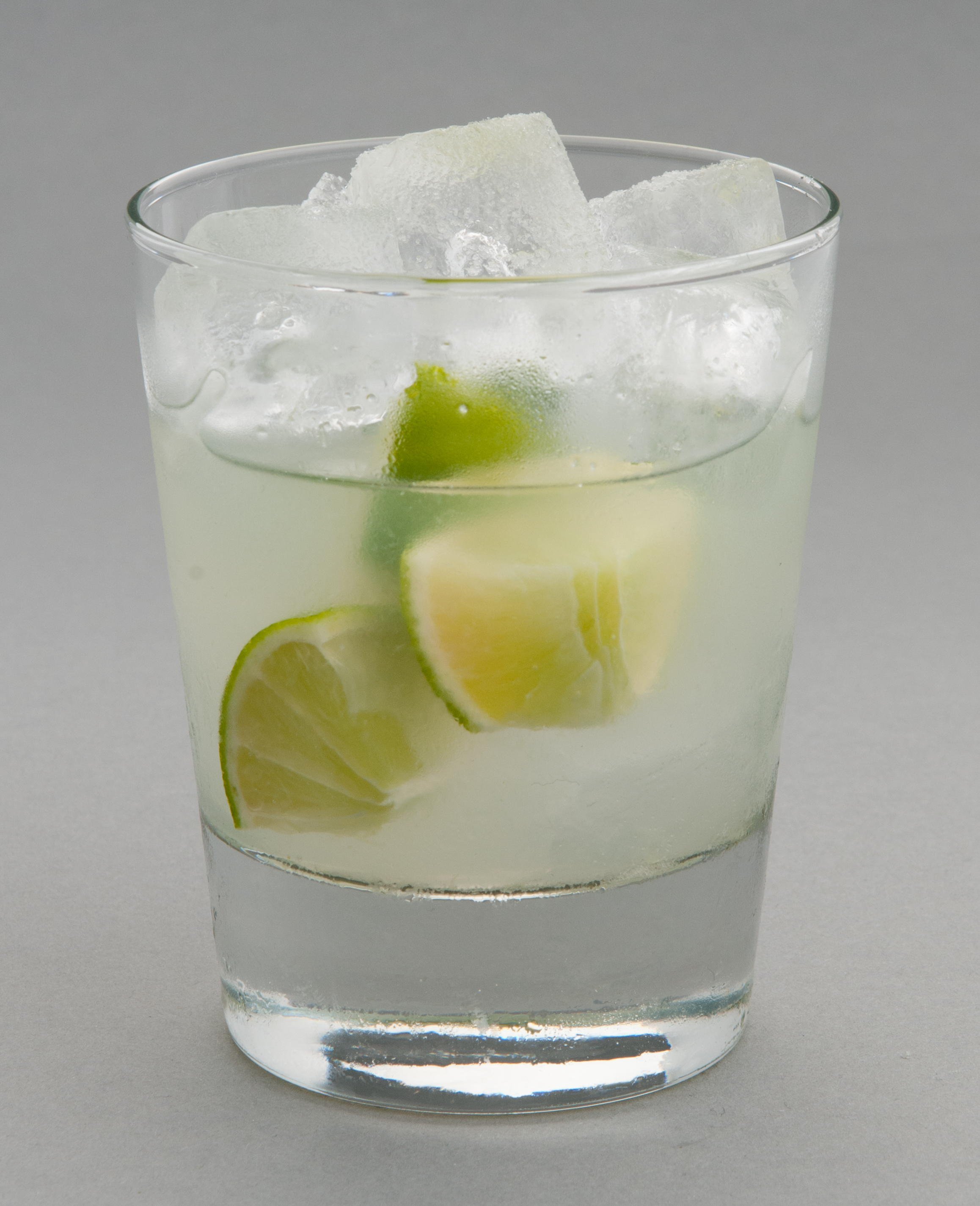
Coktailul caipirinha

Caipirinha (pronunție în portugheză [kajpiˈɾĩj̃ɐ]) este băutura națională a Braziliei, realizată din cachaça ([kaˈʃasɐ]), zahăr, la care se adaugă un fruct (de obicei lămâie verde). 